# Даляньский диалект
Даляньский диалект (кит. трад. 大連話, упр. 大连话, пиньинь dàliánhuà, палл. даляньхуа) — диалект севернокитайского языка, распространённый на Ляодунском полуострове, включая Далянь и, частично, Даньдун и Инкоу. Даляньский имеет много общего с диалектом Циндао, на котором говорят жители Шаньдунского полуострова (прибрежной зоны Бохайского залива).

## Фонетика

### Инициали
|               | простые | придыхательные | фрикативы | сонорные |
| ------------- | ------- | -------------- | --------- | -------- |
| губные        | p       | pʰ             | f         | m        |
| велярные      | k       | kʰ             | h         |          |
| альвеолярные  | t       | tʰ             |           | l        |
| альвеолярные  | ts      | tsʰ            | s         | n        |
| палатальные   | tɕ      | tɕʰ            | ɕ         | ȵ        |
| ретрофлексные | ʈʂ      | ʈʂʰ            | ʂ         |          |

Помимо перечисленных инициалей, в их число могут включать /v-/ — так в даляньском произносится /u/ при нулевой инициали, например: 五 /vu˨˩˧/, 外 /vɛ˥˨/, 萬 /van˥˨/.
Как и в большинстве диалектов мандаринского, в даляньском /xi-, ki-, kʰi-/ слились с /si-, tsi-, tsʰi-/ — обе серии перешли в /ɕi-, tɕi-, tɕʰi-/. Например, 急 и 積 читаются одинаково как /tɕi˧˦/. Аналогично, начальная /n/ в даляньском имеет два аллофона: обычно [n-], но [ȵ-] перед /-i-/ и /-y-/.
В отличие от пекинского диалекта мандаринского, в даляньском древние ретрофлексные сибилянты (инициали 生, 莊, 初) сливаются с серией /s, ts, tsʰ/, а не с /ʂ, tʂ, tʂʰ/:
| иероглиф | 世         | 事         | 四        |               | 照            | 罩           | 造 |
| -------- | ---------- | ---------- | --------- | ------------- | ------------- | ------------ | -- |
| Далянь   | shì /ʂʅ˥˨/ | sì /sɿ˥˨/  | sì /sɿ˥˨/ | zhào /tʂau˥˨/ | zào /tsau˥˨/  | zào /tsau˥˨/ |    |
| Пекин    | shì /ʂʅ˥˩/ | shì /ʂʅ˥˩/ | sì /sɿ˥˩/ | zhào /tʂau˥˩/ | zhào /tʂau˥˩/ | zào /tsau˥˩/ |    |

В даляньском отсутствует пекинская инициаль /ɻ/ — она превращается в /i-/:
| иероглиф | 如     | 人      | 閏       | 容      |
| -------- | ------ | ------- | -------- | ------- |
| Далянь   | /y˧˦/  | /in˧˦/  | /yn˥˨/   | /yŋ˧˦/  |
| Пекин    | /ɻu˧˥/ | /ɻən˧˥/ | /ɻuən˥˩/ | /ɻuŋ˧˥/ |

### Финали
| терминальмедиаль | ∅   | ∅  | ∅  | -i     | -i     | -u     | -u  | -n  | -n  | -ŋ  | -ŋ |
| ---------------- | --- | -- | -- | ------ | ------ | ------ | --- | --- | --- | --- | -- |
| ∅                | ʅ~ɿ | a  | ɤ  | ai~ɛ   | ei~e   | au~ɔ   | əu  | an  | ən  | ɑŋ  | əŋ |
| -i-              | i   | ia | iə |        |        | iau~iɔ | iəu | iɛn | in  | iɑŋ | iŋ |
| -u-              | u   | ua | uə | uai~uɛ | uei~ue |        |     | uan | uən | uɑŋ | uŋ |
| -y-              | y   |    | yɛ |        |        |        |     | yɛn | yn  |     | yŋ |

Дифтонги /ai/, /au/, /ei/ в даляньском могут монофтонгизироваться в /ɛ/, /ɔ/, /e/ соответственно.
В пекинском диалекте мандаринского языка историческая медиаль /-u-/ исчезает только после /l-/ и /n-/. В даляньском она исчезает также после всех альвеорлярных согласных (вроде /t-/ и /ts-/; кроме случаев, когда даляньская /ts-/ соответствует пекинской /tʂ-/ — тогда /-u-/ сохраняется). Этот процесс касается медиалей /uən/ (寸 cùn > /tsʰən˥˨/), /uan/ (短 duǎn > /tan˨˩˧/), /uei/ (對 duì > /tei˥˨/), /uŋ/ (痛 tòng > /tʰəŋ˧˦/).
| иероглиф | 雷          | 對           | 罪            | 追             | 貴           |
| -------- | ----------- | ------------ | ------------- | -------------- | ------------ |
| Далянь   | léi /lei˧˦/ | dèi /tei˥˨/  | zèi /tsei˥˨/  | zuī /tsuei˧˩˨/ | guì /kuei˥˨/ |
| Пекин    | léi /lei˧˥/ | duì /tuei˥˩/ | zuì /tsuei˥˩/ | zhuī /tʂuei˥/  | guì /kuei˥˩/ |

Другие особенности:
- пекинской финали /uo/ после губных инициалей (/p, pʰ, f, m/) в даляньском соответствует /ɤ/: 北 (bò) > /pɤ˨˩˧/, 破 pò > /pʰɤ˥˨/, 佛 fó > /fɤ˧˦/, 末 mò > /mɤ˥˨/
- у пожилых носителей даляньского пекинскому слогу li соответствует lei: 梨 /lei˧˦/, 李 /lei˨˩˧/, 立 /lei˥˨/
- слова 二 /ɐr˥˨/, 耳 /ɐr˨˩˧/ произносятся с /ɐr/, но 兒 — как /ər˧˦/; в пекинском все три читаются со слогом /ər/
- финаль /iə/ при нулевой инициали реализуется как [ɛ~iɛi]: например, 挨 читается как [ɛ˧˩˨] или [iɛi˧˩˨]

### Тоны
| номер тона            | номер тона            | 1         | 2     | 3       | 4     |
| --------------------- | --------------------- | --------- | ----- | ------- | ----- |
| традиционное название | традиционное название | 陰平      | 陽平  | 上      | 去    |
| контур                | Далянь                | 31(2) ˧˩˨ | 34 ˧˦ | 213 ˨˩˧ | 52 ˥˨ |
| контур                | Пекин                 | 55 ˥      | 35 ˧˥ | 214 ˨˩˦ | 51 ˥˩ |

Распределение тонов по слогам в даляньском и пекинском довольно похоже. Основное отличие состоит в том, что слоги с бывшим входящим тоном и глухой инициалью получили в даляньском тон 3 (˨˩˧), тогда как в пекинском их тон случаен.
| иероглиф | 八         | 吉          | 法         | 客          |
| -------- | ---------- | ----------- | ---------- | ----------- |
| Далянь   | bǎ /pa˨˩˧/ | jǐ /tɕi˨˩˧/ | fǎ /fa˨˩˧/ | kě /kʰɤ˨˩˧/ |
| Пекин    | bā /pa˥/   | jí /tɕi˧˥/  | fǎ /fa˨˩˦/ | kè /kʰɤ˥˩/  |

В даляньском диалекте есть тоновые сандхи. Они касаются 1 и 3 тонов:
- тон 1 (陰平):
  - перед слогами с тонами 2, 3, 4 теряет восходящую часть, становится падающим 31 ˧˩
  - перед другим слогом с тоном 1 имеет форму 13 ˩˧ (также описывается как 34 ˧˦)
  - остаётся неизменным перед слогами с нейтральным тоном
- тон 3 (上):
  - перед слогами с тонами 1, 3 он имеет форму 13 ˩˧ (также описывается как 34 ˧˦)
  - перед слогами с тонами 2, 4 он имеет форму 21 ˨˩ или 212 ˨˩˨
  - остаётся неизменным только перед слогами с нейтральным тоном

## Лексика
| Даляньский | Значение                  | Даляньский | Значение             | Даляньский     | Значение                     | Даляньский  | Значение                            | Даляньский           | Значение                     |
| ---------- | ------------------------- | ---------- | -------------------- | -------------- | ---------------------------- | ----------- | ----------------------------------- | -------------------- | ---------------------------- |
| xiê3       | очень (сильно)            | chour2     | глупый/устаревший    | hui3-le        | О нет!                       | bai2-hu     | сделанный наспех/болтать (говорить) | zuo3-suo             | тратить бездумно             |
| lang4      | пижонство                 | biou1      | глупый               | kehr1-le       | ничего не поделать           | guan2-duor1 | всегда                              | de4-se               | взбалмошный                  |
| sheur4     | интересный/«круто!»       | bai4       | не делай (чего-либо) | zi1-shi        | опрятный                     | gniên4-yang | тактично выражать недовольство      | xiang2-hu            | не удовлетвориться/презирать |
| gan1-jing  | «здо́рово»                 | vahr1      | низкий (уровень)     | zhangr1-chengr | способный (сделать что-либо) | ha3-hu      | одевать (кого-либо)                 | bu2-lai3-xüên2       | заниженный                   |
| kai1-le    | выражать неудовлетворение | xüên2-le   | слишком много        | sa2-me         | украдкой                     | ge4-yang    | отвратительный                      | ci1-mour2-jüê1-ding6 | грубый                       |

В даляньском диалекте есть некоторое число заимствований из японского и русского языков.